# 西科仁
西科 仁（にしな じん、本名：西科 孝仁（にしな たかひと）、1978年4月13日 - ）はお笑い芸人、舞台俳優、演出家。
EVE COMPANY所属。
2006年まで吉本新喜劇に所属していた。岐阜県揖斐郡池田町出身。岐阜県立池田高等学校卒業。

## 略歴
大阪NSC20期生として入社。本名の西科孝仁でデビュー。同期には麒麟、アジアン、ソラシドがいる。養成機関であるYSJを通り、1999年、吉本新喜劇に入団した。強面に角刈り頭（昔はパンチパーマ）、そして同期の麒麟・川島明並みの低音ボイスが特徴で、演じる役柄もヤクザなど悪役が多かった。またよく戦闘服を着用する。時に、ぢゃいこに気絶させられては彼女に持ち抱えられるという役柄もある。主に辻本茂雄が座長のとき、伊賀健二や平山昌雄、山田亮らとともに出演していた。実年齢では伊賀や山田よりも若いが、やや老け顔のため年上の役を演じることが多く、18歳も年上の内場勝則の親友役を演じたこともある。また2005年後半あたりから、ストーリーの主要人物を演じ、ツッコミ役もこなしていた。中心人物の役では親の違う伊賀の長兄（この回、山田は次男役で出演）、烏川耕一演ずる小説家の偏愛的なファンなど。
2001年に『クイズ!紳助くん』のロケ中に両手の親指以外の指8本の指先が凍傷にかかり、片方の手の人差し指の第一関節までを切断した（他は治療によって治癒）。
2006年、東京で役者を目指すため、新喜劇を退団した。現在は劇団において、演出などを担当している。

## ギャグ
「自分の武器はオカマ声から超低音まで出せること」から、「声」を売りにしたものが多い。
- （西科）「あんた刃物持った相手に立ち向かうなんて、りっぱなぁ～父親やぁ～なぁ～～（歌舞伎風に）」

（辻本）杖や硬いものでカカッカッカッと鳴らし、山田亮などがよぉ～～といって歌舞伎の真似をする。
- （西科）「俺は西科、俺が周りの人間に何て呼ばれてるか知ってるか?」
（共演者）「何なんですか?」
（西科）「西科くんや!」
（共演者）「普通やん!くん付けしてるだけやん!」
- あまり言わないがセリフの語尾に「…可愛いのぉ」と付けていた。
- 「『鈴木』という名前で予約していた西科ですけど」

### イジリ
厳密に言えば「イジリ」にならないが、前述のぢゃいことの掛け合いや、辻本・伊賀の「加齢臭の匂いがするで」と言われる。

## 舞台
- 「悲しみの時効～消せない心の涙～」(2011年 西科仁 演出)
- 「素敵なウェディングプランナー 幸せの香り 」（2012年 原作・有賀明美）（いぶすきごう 脚本・演出）（西科仁 演出）
- 「人生の春は何度もやってくる～努力すれば、なんくるないさ～」（原作・安里賢次）（いぶすきごう 脚本・演出）（西科仁 演出）